# Kronprins af republikken
Kronprins af republikken (russisk: Наследный принц Республики) er en sovjetisk film fra 1934 af Eduard Ioganson.

## Medvirkende
- Pjotr Kirillov
- Jevgenija Pyrjalova
- Andrej Apsolon som Andrej
- Georgij Zjzjonov
- Georgij Orlov